# Scott Ian
Scott Ian, właśc. Scott Ian Rosenfeld (ur. 31 grudnia 1963 w Nowym Jorku) – amerykański muzyk rockowy, gitarzysta, założyciel i lider thrashmetalowej/speedmetalowej grupy Anthrax. Felietonista polskiego magazynu muzycznego Mystic Art.
Grał również w grupie S.O.D. (Stormtroopers of Death) i był producentem albumów M.O.D. (Methods Of Destruction). Jego nazwiskiem sygnowane są efekty gitarowe firmy DigiTech z serii Black-13.
W 2004 roku muzyk został sklasyfikowany na 31. miejscu listy 100 najlepszych gitarzystów heavymetalowych wszech czasów według magazynu Guitar World. Z kolei w 2009 roku został sklasyfikowany na 28. miejscu listy 50 najlepszych heavymetalowych frontmanów wszech czasów według Roadrunner Records.
W 2006 roku muzyk wziął udział w reality show Supergroup emitowanym na antenie stacji telewizyjnej VH1. Ian wraz z uczestnikami audycji basistą Evanem Seinfeldem, perkusistą Jasonem Bonhamem, wokalistą Sebastianem Bachem oraz gitarzystą Tedem Nugentem utworzył zespół pod nazwą Damnocracy. W 2010 roku grupa została rozwiązana nie pozostawiając w dorobku żadnych autorskich nagrań.
Jeden z ulubionych przez muzyka przepisów kulinarnych ukazał się w 2009 roku w książce Hellbent For Cooking: The Heavy Metal Cookbook (Bazillion Points, ISBN 978-0-9796163-7-2). Ponadto w książce znalazły się przepisy nadesłane przez takich muzyków jak: Marcel Schirmer (Destruction), Jeff Becerra (Possessed), John Tardy (Obituary) czy Andreas Kisser (Sepultura). W listopadzie 2009, wraz z gitarzystą Jerrym Cantrellem (Alice in Chains) otworzył w Las Vegas klub Dead Man’s Hand.
Żonaty z Pearl Aday, córką piosenkarza Meat Loafa. W 2011 roku urodziło się pierwsze dziecko pary Revel Young Ian.

## Publikacje
- Scott Ian, I'm the Man: The Story of That Guy from Anthrax, 2014, Da Capo Press, ISBN 978-0-306-82334-3

## Dyskografia
- M.O.D. – U.S.A. for M.O.D. (1987, gościnnie)[11]
- Killing Culture – KillingCulture (1997, gościnnie)[12]
- Tricky – Angels With Dirty Faces (1998, gościnnie)[13]
- John Carpenter – Ghosts of Mars (2001, gościnnie)[14]
- Numbers from the Beast: An All Star Salute to Iron Maiden (2005)[15]
- Death Angel – Killing Season (2008, gościnnie)[16]
- Steel Panther – Feel The Steel (2009, gościnnie)[17]
- Pearl Aday – Little Immaculate White Fox (2010, gościnnie)[18]
- Scott Ian – Swearing Words in Glasgow (2014, DVD)[19]

## Instrumentarium
| Gitary - Jackson Scott Ian Signature T-1000 Soloist 1H - Washburn Scott Ian Signature WV40VASI - Washburn Scott Ian Signature WV540VASI - Washburn SI75TI, SI60 & SI61, S181 custom guitars - Dimebag Darrell tribute Deans and Washburns - Jackson Custom Made 5 String - Gretsch Setzer model - Fender Stratocaster - Gretsch Malcolm Young signature model - Gibson Acoustic Wzmacniacze i kolumny głośnikowe - Peavey 6505+ heads - Randall V2 heads - Bogner Uberschall - Marshall JCM 800 - Randall XL 4x12 Cabs - Randall XL Cabs (2x12, 1x15) |  | Efekty gitarowe - DigiTech Whammy Pedal - DigiTech Signature distortion Black-13 - Rocktron HUSH Super C - DigiTech XMC Chorus pedal - DigiTech digital delay stompbox - BBE 482i Sonic Maximizer - Samson UHF Synth 6 Wireless - Korg DTR-1 Tuner - Seymour Duncan El Diablo/Scott Ian custom shop pickups - Boss TU-2 - MXR Phase 90 - MXR / Custom Audio Electronics Boost/Overdrive MC-402 - MXR Smart Gate M-135 pedal - Scott Ian and his Digitech pedal Struny i kostki gitarowe - DR Tite-Fit Strings Gauges.010-.056 - Dunlop Tortex.88mm Picks |

## Filmografia
- Metallimania (1997, film dokumentalny, reżyseria: Marc Paschke)[23]
- Heavy Metal: Louder Than Life (2006, film dokumentalny, reżyseria: Dick Carruthers)[24]
- Anvil: The Story of Anvil (2008, film dokumentalny, reżyseria: Sacha Gervasi)[25]
- Iron Maiden: Flight 666 (2009, film dokumentalny, reżyseria: Sam Dunn, Scot McFadyen)[26]
- Lemmy (2010, film dokumentalny, reżyseria: Greg Olliver, Wes Orshoski)[27]
- The Rock & Roll Roast of Zakk Wylde (2012, roast, reżyseria: Bryan Beasley)[28]
- Rock and Roll Roast of Dee Snider (jako on sam, 2013, roast, reżyseria: Luke Harrison, Bryan Beasley)